# Quatrième circonscription de la Gironde
La quatrième circonscription de la Gironde est l'une des douze circonscriptions législatives françaises que compte le département de la Gironde (33) situé en région Nouvelle-Aquitaine. 

## Description géographique et démographique

### De 1958 à 1986
Le département avait dix circonscriptions.
La quatrième circonscription de la Gironde était composée de :
- canton de Bordeaux-7
- canton de Carbon-Blanc
- canton de Créon

Source : Journal Officiel du 13-14 Octobre 1958.

### Depuis 1988
La quatrième circonscription de la Gironde est délimitée par le découpage électoral de la loi n°86-1197 du 24 novembre 1986
, elle regroupe les divisions administratives suivantes : 
- Canton_de_Carbon-Blanc
- Canton_de_Cenon
- Canton_de_Floirac
- Canton_de_Lormont.

Depuis le redécoupage des cantons de 2014, les circonscriptions législatives ne sont plus composées de cantons entiers mais continuent à être définies selon les limites cantonales en vigueur en 2010 (date du dernier redécoupage des circonscriptions). La quatrième circonscription de la Gironde est ainsi composée des cantons actuels suivants :
- canton de Cenon,
- canton de Lormont
- canton de la Presqu'île,
- commune de Tresses, anciennement rattaché au canton de Floirac et actuellement rattaché au canton de Créon.

D'après le recensement de la population de 2019, réalisé par l'Institut national de la statistique et des études économiques (INSEE), la population totale de cette circonscription est estimée à 150 885 habitants,.
Avant le redécoupage « Pasqua » de 1986, la 4e circonscription comprenait le canton de Créon et Bordeaux-Bastide, ce qui représentait plus de 160 000 habitants.

## Historique des députations
| Législature | Début de mandat | Fin de mandat  | Député                             | Parti politique | Observations |
| ----------- | --------------- | -------------- | ---------------------------------- | --------------- | --- |
| Ire         | 9 décembre 1958 | 9 octobre 1962 | René Cassagne                      | SFIO            | Mandat écourté à la suite d'une dissolution parlementaire décidée par Charles de Gaulle. |
| IIe         | 6 décembre 1962 | 2 avril 1967   | René Cassagne                      | SFIO            | |
| IIIe        | 3 avril 1967    | 30 mai 1968    | René Cassagne                      | SFIO            | Mandat écourté à la suite d'une dissolution parlementaire décidée par Charles de Gaulle. |
| IVe         | 11 juillet 1968 | 1er avril 1973 | Philippe Madrelle                  | FGDS/SFIO       | |
| Ve          | 2 avril 1973    | 2 avril 1978   | Philippe Madrelle                  | PS              | |
| VIe         | 3 avril 1978    | 22 mai 1981    | Philippe Madrelle Pierre Garmendia | PS              | Philippe Madrelle est élu sénateur le 28 septembre 1980 et démissionne de son mandat de député. Son suppléant, Pierre Garmendia, le remplace. Mandat écourté à la suite d'une dissolution parlementaire décidée par François Mitterrand. |
| VIIe        | 2 juillet 1981  | 1er avril 1986 | Pierre Garmendia                   | PS              | |
| IXe         | 23 juin 1988    | 1er avril 1993 | Pierre Garmendia                   | PS              | |
| Xe          | 2 avril 1993    | 21 avril 1997  | Pierre Garmendia,                  | PS,             | Mandat écourté à la suite d'une dissolution parlementaire décidée par Jacques Chirac. |
| XIe         | 12 juin 1997    | 18 juin 2002   | Conchita Lacuey                    | PS              | |
| XIIe        | 19 juin 2002    | 19 juin 2007   | Conchita Lacuey,                   | PS,             | |
| XIIIe       | 20 juin 2007    | 19 juin 2012   | Conchita Lacuey                    | PS              | |
| XIVe        | 20 juin 2012    | 20 juin 2017   | Conchita Lacuey                    | PS              | |
| XVe         | 21 juin 2017    | 21 juin 2022   | Alain David                        | PS              | |
| XVIe        | 22 juin 2022    | 9 juin 2024    | Alain David                        | PS              | Mandat écourté à la suite d'une dissolution parlementaire décidée par Emmanuel Macron. |
| XVIIe       | 8 juillet 2024  | En cours       | Alain David                        | PS              | |

## Historique des élections

### Élections de 1958
| Candidat       | Candidat          | Parti          | Premier tour | Premier tour | Second tour | Second tour |  |
| Candidat       | Candidat          | Parti          | Voix         | %            | Voix        | %           |  |
| -------------- | ----------------- | -------------- | ------------ | ------------ | ----------- | ----------- |  |
|                | René Cassagne élu | SFIO           | 11 898       | 30,66        | 16 205      | 42,07       |  |
|                | Jean Goussebaire  | Modérés        | 8 460        | 21,8         | 14 514      | 37,68       |  |
|                | Jean Rieu         | PCF            | 7 898        | 20,35        | 7 803       | 20,26       |  |
|                | Pierre Prié       | UNR            | 3 694        | 9,52         | Retrait     | Retrait     |  |
|                | Marc Mouline      | CNIP           | 3 236        | 8,34         | Retrait     | Retrait     |  |
|                | Bernard Ferrand   | Extrême droite | 2 439        | 6,29         | Retrait     | Retrait     |  |
|                | Marcel Blanc      | UFD            | 1 178        | 3,04         |             |             |  |
|                |                   |                |              |              |             |             |  |
| Inscrits       | Inscrits          | Inscrits       | 52 370       | 100,00       | 52 138      | 100,00      |  |
| Abstentions    | Abstentions       | Abstentions    | 12 920       | 24,67        | 13 177      | 25,27       |  |
| Votants        | Votants           | Votants        | 39 450       | 75,33        | 38 961      | 74,73       |  |
| Blancs et nuls | Blancs et nuls    | Blancs et nuls | 647          | 1,64         | 439         | 1,13        |  |
| Exprimés       | Exprimés          | Exprimés       | 38 803       | 98,36        | 38 522      | 98,87       |  |

Le suppléant de René Cassagne était Jean Bernadet, propriétaire viticulteur, conseiller général du canton de Libourne.

### Élections de 1962
| Candidat       | Candidat                    | Parti          | Premier tour | Premier tour | Second tour | Second tour |  |
| Candidat       | Candidat                    | Parti          | Voix         | %            | Voix        | %           |  |
| -------------- | --------------------------- | -------------- | ------------ | ------------ | ----------- | ----------- |  |
|                | René Cassagne sortant réélu | SFIO           | 13 706       | 41,22        | 21 873      | 65,1        |  |
|                | André Piganaux              | UNR-UDT        | 8 944        | 26,9         | 11 724      | 34,9        |  |
|                | Jean Rieu                   | PCF            | 7 617        | 22,91        | Retrait     | Retrait     |  |
|                | Charles Bertin              | Modérés        | 2 986        | 8,98         | Retrait     | Retrait     |  |
|                |                             |                |              |              |             |             |  |
| Inscrits       | Inscrits                    | Inscrits       | 53 045       | 100,00       | 53 041      | 100,00      |  |
| Abstentions    | Abstentions                 | Abstentions    | 19 123       | 36,05        | 18 390      | 34,67       |  |
| Votants        | Votants                     | Votants        | 33 922       | 63,95        | 34 651      | 65,33       |  |
| Blancs et nuls | Blancs et nuls              | Blancs et nuls | 669          | 1,97         | 1 054       | 3,04        |  |
| Exprimés       | Exprimés                    | Exprimés       | 33 253       | 98,03        | 33 597      | 96,96       |  |

Le suppléant de René Cassagne était Roger Sol, secrétaire général de la mairie de Floirac.

### Élections de 1967
| Candidat       | Candidat                    | Parti          | Premier tour | Premier tour | Second tour | Second tour |  |
| Candidat       | Candidat                    | Parti          | Voix         | %            | Voix        | %           |  |
| -------------- | --------------------------- | -------------- | ------------ | ------------ | ----------- | ----------- |  |
|                | René Cassagne sortant réélu | SFIO (FGDS)    | 18 320       | 40,89        | 29 244      | 67,42       |  |
|                | Alban Bordes                | UD-Ve          | 12 328       | 27,51        | 14 131      | 32,58       |  |
|                | Jean Rieu                   | PCF            | 10 022       | 22,37        | Retrait     | Retrait     |  |
|                | Charles Bertin              | CD (PDM)       | 3 731        | 8,33         |             |             |  |
|                | André Piganaux              | Modérés        | 407          | 0,91         |             |             |  |
|                |                             |                |              |              |             |             |  |
| Inscrits       | Inscrits                    | Inscrits       | 57 507       | 100,00       | 57 501      | 100,00      |  |
| Abstentions    | Abstentions                 | Abstentions    | 12 013       | 20,89        | 13 125      | 22,83       |  |
| Votants        | Votants                     | Votants        | 45 494       | 79,11        | 44 376      | 77,17       |  |
| Blancs et nuls | Blancs et nuls              | Blancs et nuls | 686          | 1,51         | 1 001       | 2,26        |  |
| Exprimés       | Exprimés                    | Exprimés       | 44 808       | 98,49        | 43 375      | 97,74       |  |

Le suppléant de René Cassagne était Philippe Madrelle, professeur de CEG, conseiller municipal d'Ambarès.

### Élections de 1968
| Candidat       | Candidat                    | Parti          | Premier tour | Premier tour | Second tour | Second tour |  |
| Candidat       | Candidat                    | Parti          | Voix         | %            | Voix        | %           |  |
| -------------- | --------------------------- | -------------- | ------------ | ------------ | ----------- | ----------- |  |
|                | René Cassagne sortant réélu | SFIO (FGDS)    | 18 949       | 43,19        | 25 753      | 62          |  |
|                | Alban Bordes                | UDR (URP)      | 15 250       | 34,76        | 15 783      | 38          |  |
|                | Pierre Degeilh              | PCF            | 8 176        | 18,63        | Retrait     | Retrait     |  |
|                | Henri Souque                | PSU            | 1 501        | 3,42         |             |             |  |
|                |                             |                |              |              |             |             |  |
| Inscrits       | Inscrits                    | Inscrits       | 57 303       | 100,00       | 57 279      | 100,00      |  |
| Abstentions    | Abstentions                 | Abstentions    | 12 630       | 22,04        | 15 122      | 26,4        |  |
| Votants        | Votants                     | Votants        | 44 673       | 77,96        | 42 157      | 73,6        |  |
| Blancs et nuls | Blancs et nuls              | Blancs et nuls | 797          | 1,78         | 621         | 1,47        |  |
| Exprimés       | Exprimés                    | Exprimés       | 43 876       | 98,22        | 41 536      | 98,53       |  |

Le suppléant de René Cassagne était Philippe Madrelle. Ce dernier remplaça René Cassagne, décédé, du 13 novembre 1968 au 1er avril 1973

### Élections de 1973
| Candidat       | Candidat                        | Parti               | Premier tour | Premier tour | Second tour | Second tour |  |
| Candidat       | Candidat                        | Parti               | Voix         | %            | Voix        | %           |  |
| -------------- | ------------------------------- | ------------------- | ------------ | ------------ | ----------- | ----------- |  |
|                | Philippe Madrelle sortant réélu | PS (UGSD)           | 23 000       | 43,49        | 35 795      | 69,29       |  |
|                | Henriette Poirier               | PCF                 | 10 623       | 20,09        | Retrait     | Retrait     |  |
|                | Jean-Pierre Pomade              | Divers droite (URP) | 9 890        | 18,7         | 15 863      | 30,71       |  |
|                | Pierre Saussin                  | MR                  | 4 207        | 7,95         |             |             |  |
|                | François Delehaye               | Divers droite       | 2 483        | 4,7          |             |             |  |
|                | Laure Lataste                   | PSU                 | 1 269        | 2,4          |             |             |  |
|                | Denis Massias                   | LO                  | 927          | 1,75         |             |             |  |
|                | Edmond-Édouard Brothier         | Divers              | 486          | 0,92         |             |             |  |
|                |                                 |                     |              |              |             |             |  |
| Inscrits       | Inscrits                        | Inscrits            | 66 627       | 100,00       | 66 628      | 100,00      |  |
| Abstentions    | Abstentions                     | Abstentions         | 12 741       | 19,12        | 13 766      | 20,66       |  |
| Votants        | Votants                         | Votants             | 53 886       | 80,88        | 52 862      | 79,34       |  |
| Blancs et nuls | Blancs et nuls                  | Blancs et nuls      | 1 001        | 1,86         | 1 204       | 2,28        |  |
| Exprimés       | Exprimés                        | Exprimés            | 52 885       | 98,14        | 51 658      | 97,72       |  |

Le suppléant de Philippe Madrelle était Pierre Garmendia, cadre administratif, adjoint au maire de Cenon.

### Élections de 1978
| Candidat       | Candidat                        | Parti             | Premier tour | Premier tour | Second tour | Second tour |  |
| Candidat       | Candidat                        | Parti             | Voix         | %            | Voix        | %           |  |
| -------------- | ------------------------------- | ----------------- | ------------ | ------------ | ----------- | ----------- |  |
|                | Philippe Madrelle sortant réélu | PS                | 28 973       | 41,3         | 46 881      | 67,33       |  |
|                | Michel Broqua                   | PCF               | 16 201       | 23,09        | Retrait     | Retrait     |  |
|                | François Korber                 | RPR               | 12 359       | 17,62        | 22 749      | 32,67       |  |
|                | Jean-Louis Galland              | UDF (Rad)         | 7 231        | 10,31        |             |             |  |
|                | Claude Maluski                  | Écologie 78       | 2 609        | 3,72         |             |             |  |
|                | Pierre Gire                     | LO                | 942          | 1,34         |             |             |  |
|                | Louise Alaux                    | FN                | 645          | 0,92         |             |             |  |
|                | R. Fritz                        | Divers écologiste | 598          | 0,85         |             |             |  |
|                | Marie-Jeanne Mainhagu           | LCR               | 475          | 0,68         |             |             |  |
|                | Jean-Claude Cluzan              | UOPDP             | 117          | 0,17         |             |             |  |
|                |                                 |                   |              |              |             |             |  |
| Inscrits       | Inscrits                        | Inscrits          | 84 594       | 100,00       | 84 577      | 100,00      |  |
| Abstentions    | Abstentions                     | Abstentions       | 13 397       | 15,84        | 13 517      | 15,98       |  |
| Votants        | Votants                         | Votants           | 71 197       | 84,16        | 71 060      | 84,02       |  |
| Blancs et nuls | Blancs et nuls                  | Blancs et nuls    | 1 047        | 1,47         | 1 430       | 2,01        |  |
| Exprimés       | Exprimés                        | Exprimés          | 70 150       | 98,53        | 69 630      | 97,99       |  |

Le suppléant de Philippe Madrelle était Pierre Garmendia.
Philippe Madrelle est élu sénateur le 28 septembre 1980.

### Élection partielle du 23 et 30 novembre 1980
Pierre Garmendia, PS, est élu le 30 novembre 1980.
| Candidat              | Parti      | %     | Voix   |
| --------------------- | ---------- | ----- | ------ |
| Pierre Garmendia      | PS         | 44,77 | 17 732 |
| Michel Broqua         | PCF        | 22,33 | 8 846  |
| François Korber       | RPR        | 20,64 | 8 174  |
| Jean-Hervé Le Bars    | Écologiste | 4,49  | 1 779  |
| Maurice Bourgue       | DVG        | 2,96  | 1 176  |
| Pascal Gauchon        | PFN        | 2,07  | 823    |
| Jean-François Mas     | LO         | 1,79  | 710    |
| Marie-Jeanne Mainhagu | LCR        | 0,91  | 362    |

| Candidat         | Parti | %      | Voix   |
| ---------------- | ----- | ------ | ------ |
| Pierre Garmendia | PS    | 100,00 | 18 991 |

### Élections de 1981
|                | Pierre Garmendia sortant réélu | PS                | 33 833 | 55,30  |  |  |  |
|                | Christophe Lacarin             | UDF (MDSF)        | 14 239 | 23,27  |  |  |  |
|                | Michel Broqua                  | PCF               | 10 328 | 16,88  |  |  |  |
|                | Alain Jacquet                  | Divers écologiste | 1 957  | 3,20   |  |  |  |
|                | Jean-François Mas              | LO                | 828    | 1,35   |  |  |  |
|                |                                |                   |        |        |  |  |  |
| Inscrits       | Inscrits                       | Inscrits          | 91 358 | 100,00 |  |  |  |
| Abstentions    | Abstentions                    | Abstentions       | 29 330 | 32,1   |  |  |  |
| Votants        | Votants                        | Votants           | 62 028 | 67,9   |  |  |  |
| Blancs et nuls | Blancs et nuls                 | Blancs et nuls    | 843    | 1,36   |  |  |  |
| Exprimés       | Exprimés                       | Exprimés          | 61 185 | 98,64  |  |  |  |

Le suppléant de Pierre Garmendia était Jean-Pierre Soubie, agriculteur, maire de Tresses.

### Élections de 1988
|                | Pierre Garmendia sortant réélu | PS             | 24 649 | 57,66  |  |  |  |
|                | Jacques Boissiéras             | RPR (URC)      | 9 159  | 21,43  |  |  |  |
|                | Michel Broqua                  | PCF            | 4 874  | 11,4   |  |  |  |
|                | Roger Habans                   | FN             | 4 066  | 9,51   |  |  |  |
|                |                                |                |        |        |  |  |  |
| Inscrits       | Inscrits                       | Inscrits       | 67 218 | 100,00 |  |  |  |
| Abstentions    | Abstentions                    | Abstentions    | 23 828 | 35,45  |  |  |  |
| Votants        | Votants                        | Votants        | 43 390 | 64,55  |  |  |  |
| Blancs et nuls | Blancs et nuls                 | Blancs et nuls | 642    | 1,48   |  |  |  |
| Exprimés       | Exprimés                       | Exprimés       | 42 748 | 98,52  |  |  |  |

Le suppléant de Pierre Garmendia était Jean-Pierre Soubie.

### Élections de 1993
| Candidat       | Candidat                       | Parti          | Premier tour | Premier tour | Second tour | Second tour |  |
| Candidat       | Candidat                       | Parti          | Voix         | %            | Voix        | %           |  |
| -------------- | ------------------------------ | -------------- | ------------ | ------------ | ----------- | ----------- |  |
|                | Pierre Garmendia sortant réélu | PS (ADFP)      | 14 639       | 32,46        | 24 959      | 56,8        |  |
|                | Jean-Pierre Favroul            | RPR (UPF)      | 12 260       | 27,18        | 18 983      | 43,2        |  |
|                | Michel Munier                  | FN             | 6 192        | 13,73        |             |             |  |
|                | Didier Iglésias                | PCF            | 4 387        | 9,73         |             |             |  |
|                | Jean-Hervé Le Bars             | Les Verts (EÉ) | 3 764        | 8,35         |             |             |  |
|                | Philippe Brugère               | LO             | 1 279        | 2,84         |             |             |  |
|                | Aziz Radi                      | UÉD            | 778          | 1,72         |             |             |  |
|                | Nadine Legrand                 | LT-LNÉ         | 648          | 1,44         |             |             |  |
|                | Jean-Pierre Roche              | POC            | 586          | 1,3          |             |             |  |
|                | Yvan Gavoille                  | Divers         | 569          | 1,26         |             |             |  |
|                |                                |                |              |              |             |             |  |
| Inscrits       | Inscrits                       | Inscrits       | 70 418       | 100,00       | 70 418      | 100,00      |  |
| Abstentions    | Abstentions                    | Abstentions    | 22 260       | 31,61        | 22 651      | 32,17       |  |
| Votants        | Votants                        | Votants        | 48 158       | 68,39        | 47 767      | 67,83       |  |
| Blancs et nuls | Blancs et nuls                 | Blancs et nuls | 3 056        | 6,35         | 3 825       | 8,01        |  |
| Exprimés       | Exprimés                       | Exprimés       | 45 102       | 93,65        | 43 942      | 91,99       |  |

Le suppléant de Pierre Garmendia était Jean-Pierre Soubie.

### Élections de 1997
| Candidat       | Candidat             | Parti          | Premier tour | Premier tour | Second tour | Second tour |  |
| Candidat       | Candidat             | Parti          | Voix         | %            | Voix        | %           |  |
| -------------- | -------------------- | -------------- | ------------ | ------------ | ----------- | ----------- |  |
|                | Conchita Lacuey élue | PS             | 12 588       | 25,84        | 30 715      | 63,71       |  |
|                | Jean-Pierre Favroul  | RPR            | 9 213        | 18,91        | 17 498      | 36,29       |  |
|                | Jean-Pierre Soubie   | diss. PS       | 7 485        | 15,37        |             |             |  |
|                | Michel Munier        | FN             | 7 200        | 14,78        |             |             |  |
|                | Didier Iglésias      | PCF            | 5 106        | 10,48        |             |             |  |
|                | Aline Barthélemy     | LO             | 1 215        | 2,49         |             |             |  |
|                | Renaud Gabaude       | MPF (LDI)      | 1 202        | 2,47         |             |             |  |
|                | Pascal Scazza        | Les Verts      | 1 123        | 2,31         |             |             |  |
|                | Gilles Fernandez     | GÉ             | 1 036        | 2,13         |             |             |  |
|                | Dominique Petit      | US4J           | 663          | 1,36         |             |             |  |
|                | Maurice Mainhagu     | LCR            | 547          | 1,12         |             |             |  |
|                | Franck Poitou        | MÉI            | 539          | 1,11         |             |             |  |
|                | Pascal Teillet       | LT-LNÉ         | 461          | 0            |             |             |  |
|                | Francis Dubuc        | Extrême gauche | 330          | 0,68         |             |             |  |
|                | Nadine Dufour        | Divers         | 0            | 0            |             |             |  |
|                |                      |                |              |              |             |             |  |
| Inscrits       | Inscrits             | Inscrits       | 72 638       | 100,00       | 72 635      | 100,00      |  |
| Abstentions    | Abstentions          | Abstentions    | 21 795       | 30           | 20 650      | 28,43       |  |
| Votants        | Votants              | Votants        | 50 843       | 70           | 51 985      | 71,57       |  |
| Blancs et nuls | Blancs et nuls       | Blancs et nuls | 2 135        | 4,2          | 3 772       | 7,26        |  |
| Exprimés       | Exprimés             | Exprimés       | 48 708       | 95,8         | 48 213      | 92,74       |  |

Le suppléant de Conchita Lacuey était Alain David, maire de Cenon, Vice-Président de la CUB.

### Élections de 2002
| Candidat       | Candidat                        | Parti          | Premier tour | Premier tour | Second tour | Second tour |  |
| Candidat       | Candidat                        | Parti          | Voix         | %            | Voix        | %           |  |
| -------------- | ------------------------------- | -------------- | ------------ | ------------ | ----------- | ----------- |  |
|                | Conchita Lacuey sortante réélue | PS             | 19 558       | 40,29        | 24 942      | 59,29       |  |
|                | Hugues Martin                   | UMP            | 13 526       | 27,86        | 17 129      | 40,71       |  |
|                | Dominique Renucci               | FN             | 5 451        | 11,23        |             |             |  |
|                | Josiane Maestro                 | PCF            | 2 294        | 4,73         |             |             |  |
|                | Marie-Christine Boutheau        | Les Verts      | 1 800        | 3,71         |             |             |  |
|                | Eddie Puyjalon                  | CPNT           | 1 514        | 3,12         |             |             |  |
|                | Brigitte Couderc-Delorge        | LCR            | 809          | 1,16         |             |             |  |
|                | Patrick Pret                    | LO             | 642          | 1,16         |             |             |  |
|                | Thierry Clastre                 | Divers droite  | 565          | 1,16         |             |             |  |
|                | Fabrice Rouderies               | RPF            | 556          | 1,15         |             |             |  |
|                | Christian Meynard               | Divers         | 453          | 0,93         |             |             |  |
|                | Mamode Sondagur                 | Divers         | 434          | 0,89         |             |             |  |
|                | Jacqueline Blancan              | MNR            | 431          | 0,89         |             |             |  |
|                | Denis Mauget                    | PT             | 250          | 0,52         |             |             |  |
|                | Yves Rauzier                    | S&P            | 197          | 0,41         |             |             |  |
|                | Marc Le Roy                     | Divers         | 63           | 0,13         |             |             |  |
|                |                                 |                |              |              |             |             |  |
| Inscrits       | Inscrits                        | Inscrits       | 77 010       | 100,00       | 77 040      | 100,00      |  |
| Abstentions    | Abstentions                     | Abstentions    | 27 400       | 35,58        | 32 914      | 42,72       |  |
| Votants        | Votants                         | Votants        | 49 610       | 64,42        | 44 126      | 57,28       |  |
| Blancs et nuls | Blancs et nuls                  | Blancs et nuls | 1 067        | 2,15         | 2 055       | 4,66        |  |
| Exprimés       | Exprimés                        | Exprimés       | 48 543       | 97,85        | 42 071      | 95,34       |  |

Le suppléant de Conchita Lacuey était Alain David.

### Élections de 2007
| Candidat       | Candidat                        | Parti          | Premier tour | Premier tour | Second tour | Second tour |  |
| Candidat       | Candidat                        | Parti          | Voix         | %            | Voix        | %           |  |
| -------------- | ------------------------------- | -------------- | ------------ | ------------ | ----------- | ----------- |  |
|                | Conchita Lacuey sortante réélue | PS             | 19 649       | 40,51        | 27 840      | 59,5        |  |
|                | Nathalie Delattre               | UMP            | 14 925       | 30,77        | 18 948      | 40,5        |  |
|                | Anne-Lise Jacquet               | UDF–MoDem      | 3 728        | 7,69         |             |             |  |
|                | Max Guichard                    | PCF            | 1 989        | 4,1          |             |             |  |
|                | Dominique Renucci               | FN             | 1 889        | 3,89         |             |             |  |
|                | Christine Héraud                | LCR            | 1 362        | 2,81         |             |             |  |
|                | Marie-Christine Boutheau        | Les Verts      | 1 213        | 2,5          |             |             |  |
|                | Alain Guichard                  | CNIP           | 955          | 1,97         |             |             |  |
|                | Jean-Luc Montels                | CPNT           | 868          | 1,79         |             |             |  |
|                | Sterenn Hinault                 | MPF            | 455          | 0,94         |             |             |  |
|                | Anne-Isabelle Brivary           | LO             | 413          | 0,85         |             |             |  |
|                | Sylvie Delluc                   | MHAN           | 350          | 0,72         |             |             |  |
|                | Colette Ladrat                  | MNR            | 265          | 0,55         |             |             |  |
|                | Christophe Zalio                | Divers         | 247          | 0,51         |             |             |  |
|                | Denis Mauget                    | PT             | 199          | 0,41         |             |             |  |
|                |                                 |                |              |              |             |             |  |
| Inscrits       | Inscrits                        | Inscrits       | 82 735       | 100,00       | 82 750      | 100,00      |  |
| Abstentions    | Abstentions                     | Abstentions    | 33 512       | 40,51        | 34 571      | 41,78       |  |
| Votants        | Votants                         | Votants        | 49 223       | 59,49        | 48 179      | 58,22       |  |
| Blancs et nuls | Blancs et nuls                  | Blancs et nuls | 716          | 1,45         | 1 391       | 2,89        |  |
| Exprimés       | Exprimés                        | Exprimés       | 48 507       | 98,55        | 46 788      | 97,11       |  |

### Élections de 2012
| Candidat       | Candidat                        | Parti               | Premier tour | Premier tour | Second tour | Second tour |  |
| Candidat       | Candidat                        | Parti               | Voix         | %            | Voix        | %           |  |
| -------------- | ------------------------------- | ------------------- | ------------ | ------------ | ----------- | ----------- |  |
|                | Conchita Lacuey sortante réélue | PS                  | 23 072       | 49,78        | 27 472      | 67,23       |  |
|                | Anne-Lise Jacquet               | Divers droite (UMP) | 8 806        | 19,00        | 13 391      | 32,77       |  |
|                | Philippe Baconnet               | RBM (FN)            | 7 307        | 15,77        |             |             |  |
|                | Alexandra Meynard               | FG (PCF) (PG)       | 3 645        | 7,87         |             |             |  |
|                | Paula Knibbs                    | EÉLV                | 1 759        | 3,80         |             |             |  |
|                | Monique Blüge                   | PRV                 | 587          | 1,27         |             |             |  |
|                | Christine Heraud                | NPA                 | 437          | 0,94         |             |             |  |
|                | Michel Rittling                 | AÉI                 | 408          | 0,88         |             |             |  |
|                | Anne-Isabelle Brivary           | LO                  | 323          | 0,70         |             |             |  |
|                |                                 |                     |              |              |             |             |  |
| Inscrits       | Inscrits                        | Inscrits            | 86 720       | 100,00       | 86 704      | 100,00      |  |
| Abstentions    | Abstentions                     | Abstentions         | 39 620       | 45,69        | 43 989      | 50,73       |  |
| Votants        | Votants                         | Votants             | 47 100       | 54,31        | 42 715      | 49,27       |  |
| Blancs et nuls | Blancs et nuls                  | Blancs et nuls      | 756          | 1,61         | 1 852       | 4,34        |  |
| Exprimés       | Exprimés                        | Exprimés            | 46 344       | 98,39        | 40 863      | 95,66       |  |

### Elections de 2017
Les élections législatives se sont déroulées les dimanches 11 et 18 juin 2017.
|                                                                             |                                                                        |                           |                           |                          |                          |
|                                                                             |                                                                        | Premier tour 11 juin 2017 | Premier tour 11 juin 2017 | Second tour 18 juin 2017 | Second tour 18 juin 2017 |
|                                                                             |                                                                        |                           |                           |                          |                          |
|                                                                             |                                                                        | Nombre                    | % des inscrits            | Nombre                   | % des inscrits           |
| Inscrits                                                                    | Inscrits                                                               | 93 630                    | 100,00                    | 93 631                   | 100,00                   |
| Abstentions                                                                 | Abstentions                                                            | 50 757                    | 54,21                     | 58 657                   | 62,65                    |
| Votants                                                                     | Votants                                                                | 42 873                    | 45,79                     | 34 974                   | 37,35                    |
|                                                                             |                                                                        |                           | % des votants             |                          | % des votants            |
| Bulletins blancs                                                            | Bulletins blancs                                                       | 589                       | 1,37                      | 3 003                    | 8,59                     |
| Bulletins nuls                                                              | Bulletins nuls                                                         | 254                       | 0,59                      | 1 429                    | 4,09                     |
| Suffrages exprimés                                                          | Suffrages exprimés                                                     | 42 030                    | 98,03                     | 30 542                   | 87,33                    |
|                                                                             |                                                                        |                           |                           |                          |                          |
| Candidat Étiquette politique (partis et alliances)                          | Candidat Étiquette politique (partis et alliances)                     | Voix                      | % des exprimés            | Voix                     | % des exprimés           |
|                                                                             |                                                                        |                           |                           |                          |                          |
|                                                                             | Aziz S'Kalli-Bouaziza La République en marche                          | 13 276                    | 31,59                     | 14 992                   | 49,09                    |
|                                                                             | Alain David Parti socialiste                                           | 6 857                     | 16,31                     | 15 550                   | 50,91                    |
|                                                                             | Maud Besson La France insoumise                                        | 6 103                     | 14,52                     |                          |                          |
|                                                                             | Hubert Laporte Union des démocrates et indépendants (Les Républicains) | 5 506                     | 13,10                     |                          |                          |
|                                                                             | Serge Hadon Front national                                             | 5 506                     | 13,10                     |                          |                          |
|                                                                             | Laure Desvalois Europe Écologie Les Verts                              | 1 791                     | 4,26                      |                          |                          |
|                                                                             | Berivan Bal Parti communiste français                                  | 936                       | 2,23                      |                          |                          |
|                                                                             | Martine Hostier Debout la France                                       | 672                       | 1,60                      |                          |                          |
|                                                                             | Daphné Daumand Divers (Parti animaliste)                               | 537                       | 1,28                      |                          |                          |
|                                                                             | Jean-Louis Gilles Divers (Union populaire républicaine)                | 326                       | 0,78                      |                          |                          |
|                                                                             | Anne-Isabelle Brivary Lutte ouvrière                                   | 287                       | 0,68                      |                          |                          |
|                                                                             | Christine Héraud Extrême gauche (Nouveau Parti anticapitaliste)        | 233                       | 0,55                      |                          |                          |
| Source : Ministère de l'Intérieur - Quatrième circonscription de la Gironde |                                                                        |                           |                           |                          |                          |

### Élections de 2022
| Résultats des élections législatives des 12 et 19 juin 2022 de la 4e circonscription de Gironde |                          |                          |                          |              |              |             |             |
| Candidat                                                                                        | Candidat                 | Parti et coalition       | Nuance                   | Premier tour | Premier tour | Second tour | Second tour |
| Candidat                                                                                        | Candidat                 | Parti et coalition       | Nuance                   | Voix         | %            | Voix        | %           |
|                                                                                                 | Alain David,             | PS (NUPES)               | NUP                      | 17 628       | 40,55        | 22 876      | 59,73       |
|                                                                                                 | Mélissa Karaca           | LREM (ENS)               | ENS                      | 10 431       | 24,00        | 15 426      | 40,27       |
|                                                                                                 | Julie Rechagneux         | RN                       | RN                       | 9 191        | 21,14        |             |             |
|                                                                                                 | Philippe Garnier         | REC                      | REC                      | 1 679        | 3,86         |             |             |
|                                                                                                 | Jean-Patrice Fillang     | LC (UDC)                 | DVD                      | 1 561        | 3,59         |             |             |
|                                                                                                 | Christine Gaillard       | RES                      | DVD                      | 842          | 1,94         |             |             |
|                                                                                                 | Ambre Destandau          | PA                       | ECO                      | 733          | 1,69         |             |             |
|                                                                                                 | Kévin Bernaud            | LMR                      | DVD                      | 543          | 1,25         |             |             |
|                                                                                                 | Anne-Isabelle Brivary    | LO                       | DXG                      | 429          | 0,99         |             |             |
|                                                                                                 | Monica Casanova,         | NPA                      | DXG                      | 335          | 0,77         |             |             |
|                                                                                                 | Marie-Mauricette Mathieu | DINA                     | DSV                      | 96           | 0,22         |             |             |
| Votes valides                                                                                   | Votes valides            | Votes valides            | Votes valides            | 43 468       | 98,09        | 38 302      | 92,36       |
| Votes blancs                                                                                    | Votes blancs             | Votes blancs             | Votes blancs             | 619          | 1,40         | 2 129       | 5,13        |
| Votes nuls                                                                                      | Votes nuls               | Votes nuls               | Votes nuls               | 228          | 0,51         | 1 039       | 2,51        |
| Total                                                                                           | Total                    | Total                    | Total                    | 44 315       | 100          | 41 470      | 100         |
| Abstention                                                                                      | Abstention               | Abstention               | Abstention               | 54 125       | 54,98        | 57 003      | 57,89       |
| Inscrits / participation                                                                        | Inscrits / participation | Inscrits / participation | Inscrits / participation | 98 440       | 45,02        | 98 473      | 42,11       |

### Élections de 2024
| Candidat                 | Candidat                 | Parti et coalition       | Nuance                   | Premier tour | Premier tour | Second tour | Second tour |
| Candidat                 | Candidat                 | Parti et coalition       | Nuance                   | Voix         | %            | Voix        | %           |
| ------------------------ | ------------------------ | ------------------------ | ------------------------ | ------------ | ------------ | ----------- | ----------- |
|                          | Alain David              | PS (NFP)                 | UG                       | 27 092       | 42,36        | 37 141      | 61,48       |
|                          | Julie Rechagneux         | RN                       | RN                       | 20 702       | 32,37        | 23 266      | 38,52       |
|                          | Fabrice Moretti          | MoDem (ENS)              | ENS                      | 11 045       | 17,27        |             |             |
|                          | Jérôme Lambert           | LR (UDC)                 | LR                       | 4 387        | 6,86         |             |             |
|                          | Anne-Isabelle Brivary    | LO                       | EXG                      | 734          | 1,15         |             |             |
|                          |                          |                          |                          |              |              |             |             |
| Votes valides            | Votes valides            | Votes valides            | Votes valides            | 63 960       | 97,54        | 60 407      | 93,16       |
| Votes blancs             | Votes blancs             | Votes blancs             | Votes blancs             | 1 081        | 1,65         | 3 406       | 5,25        |
| Votes nuls               | Votes nuls               | Votes nuls               | Votes nuls               | 532          | 0,81         | 1 028       | 1,59        |
| Total                    | Total                    | Total                    | Total                    | 65 573       | 100          | 64 841      | 100         |
| Abstention               | Abstention               | Abstention               | Abstention               | 34 194       | 34,27        | 34 948      | 35,02       |
| Inscrits / participation | Inscrits / participation | Inscrits / participation | Inscrits / participation | 99 767       | 65,73        | 99 789      | 64,98       |

#### Département de la Gironde
- La fiche de l'INSEE de cette circonscription : « Tableaux et Analyses de la quatrième circonscription de la Gironde », sur insee.fr, site de l'Institut national de la statistique et des études économiques (consulté le 10 juin 2007) [PDF]

- « Tous les députés du département de la Gironde depuis 1789 » [archive du 30 septembre 2007], sur assemblee-nationale.fr, site de l'Assemblée nationale française (consulté le 10 juin 2007)

- « Informations contentieuses sur le département de la Gironde (Élections législatives de 2002) »(Archive.org • Wikiwix • Archive.is • Google • Que faire ?), sur conseil-constitutionnel.fr, site du Conseil constitutionnel (consulté le 13 juin 2007)

#### Circonscriptions en France
- « Carte des circonscriptions législatives en France », sur assemblee-nationale.fr, site de l'Assemblée nationale française (consulté le 10 juin 2007)

- « Résultats électoraux officiels en France »(Archive.org • Wikiwix • Archive.is • Google • Que faire ?), sur interieur.gouv.fr, site du ministère de l'Intérieur (France) (consulté le 13 juin 2007)

- Description et Atlas des circonscriptions électorales de France sur http://www.atlaspol.com, Atlaspol, site de cartographie géopolitique, consulté le 13 juin 2007.